# Brachyptère étoilée
Heteroxenicus stellatus
Genre
Espèce
Statut de conservation UICN

 LC  : Préoccupation mineure
La Brachyptère étoilée (Heteroxenicus stellatus) est une espèce de passereaux de la famille des Muscicapidae.

## Répartition et sous-espèces
Selon la classification de référence du Congrès ornithologique international (14.2, 2024) elle se répartit en 2 sous-espèces :
- H. s. stellatus (Gould, 1868) — Himalaya (aire dissoute), monts Min et Hengduan ;
- H. s. fuscus (Delacour & Jabouille, 1930) — Hoàng Liên Sơn.